# Córdoba Open
El Torneig de Córdoba, oficialment conegut com a Córdoba Open, és un torneig de tennis professional que es disputa anualment sobre terra batuda al Estadio Mario Alberto Kempes de Córdoba (Argentina). Actualment pertany a les sèries ATP World Tour 250 del circuit ATP masculí. És un dels quatre torneigs que actualment conformen la denominada gira llatinoamericana de terra batuda, que es juga en les setmanes compreses entre l'Obert d'Austràlia i el començament del Masters d'Indian Wells. El torneig es va crear en substitució de l'Ecuador Open celebrat a Quito.

## Palmarès

### Individual masculí
| Any  | Campió                | Finalista            | Resultat      |
| ---- | --------------------- | -------------------- | ------------- |
| 2024 | Luciano Darderi       | Facundo Bagnis       | 6−1, 6−4      |
| 2023 | Sebastián Báez        | Federico Coria       | 6−1, 3−6, 6−3 |
| 2022 | Albert Ramos Viñolas  | Alejandro Tabilo     | 4−6, 6−3, 6−4 |
| 2021 | Juan Manuel Cerúndolo | Albert Ramos Viñolas | 6−0, 2−6, 6−2 |
| 2020 | Cristian Garín        | Diego Schwartzman    | 2−6, 6−4, 6−0 |
| 2019 | Juan Ignacio Londero  | Guido Pella          | 3−6, 7−5, 6−1 |

### Dobles masculins
| Any  | Campions                           | Finalistes                             | Resultat    |
| ---- | ---------------------------------- | -------------------------------------- | ----------- |
| 2024 | Máximo González Andrés Molteni (2) | Sadio Doumbia Fabien Reboul            | 6−4, 6−1    |
| 2023 | Máximo González Andrés Molteni     | Sadio Doumbia Fabien Reboul            | 6−4, 6−4    |
| 2022 | Santiago González Andrés Molteni   | Andrej Martin Tristan-Samuel Weissborn | 7−5, 6−3    |
| 2021 | Rafael Matos Felipe Meligeni Alves | Romain Arneodo Benoît Paire            | 6−4, 6−1    |
| 2020 | Marcelo Demoliner Matwé Middelkoop | Leonardo Mayer Andrés Molteni          | 6−3, 7−6(4) |
| 2019 | Roman Jebavý Andrés Molteni        | Máximo González Horacio Zeballos       | 6−4, 7−6(4) |